# ハダカイワシ
ハダカイワシ（裸鰯）はハダカイワシ目ハダカイワシ科に属する魚類の総称。英名lanternfish。または、その中の一種（学名Diaphus watasei）の標準和名。本項では前者を中心に解説する。

## 形態
体は左右にやや平たく、ニシンなどに近い体型を持つ。脂鰭（あぶらびれ）をもつ。口は通常大きめで、体の正面を向く。目は大きい。鱗がはがれやすく、網などで獲れたものは船上に上げられた時にほとんど鱗のない状態になっているため「ハダカイワシ（裸鰯）」の名がある。体色は主に黒から褐色。大きさは、3cm以下の小型の種からトンガリハダカNannobrachium nigrumのように20cmを超えるものまでいるが、全体としては10cm以下の種が多い。
1種を除いて体の表面に発光器を持ち、英名lanternfish（ランタン魚）もこれに由来する。発光器は、群れや繁殖時のペアを作る際の目印、捕食者の目から自身のシルエットを見えにくくする保護色などに使われているとされる。また、目の前方に大きな発光器を持つ種があり、餌の探査に使うのではないかと言われている。

## 生態

### 生息場所
両極周辺から赤道まで世界中の海に分布する。全ての種が、沖合の中層から海底近くの深い海に生息する。深海魚として有名であるが、ほとんどの種で、夜間はかなり浅い水深にまで浮上する日周鉛直移動を行うことが知られている。この鉛直移動の距離は、水深にして、数100mから種によっては1500mにも及ぶ。餌は主に動物プランクトンである。

### 生態系の中での役割
イワシ類などと同様に、外洋の食物連鎖の中では比較的下位に位置し、プランクトンの持つ栄養をより高次の消費者へと渡す役割を果たす。資源量は非常に大きく、マグロ・カジキ・サメなどの大型魚類やイカ類、ペンギンなどの鳥類、クジラなど海棲哺乳類の重要な餌となっている。また、表層近くで作り出されたエネルギーを日周鉛直移動によって深海へと運ぶ役割も果たしていると言われる。

## 利用
資源量は多いものの、ハダカイワシを主な対象とした漁業は世界的にもほとんど行われていない。食用としての利用も一般的ではないが、地方によっては焼き魚、唐揚げ、練り製品の原料などとして食用とされることもある。なおハダカイワシは脂質としてヒトの消化器官では吸収できないワックス類を含み、多食すると下痢をするとされているが、実際にワックスを持つのは日周鉛直移動を行わないセッキハダカやミカドハダカなどに限られ、ほとんどの種ではイワシやサバと同様の脂質組成である。

## 分類

### 分類上の位置
ハダカ「イワシ」と呼ばれるものの、イワシの仲間との分類学上の類縁関係はなく、同じハダカイワシ目に含められるソトオリイワシ科が最も近い。古くはヒメ目と同じ仲間とされていたが、現在では別のグループとされている。ハダカイワシ目のうち、これまでで最も古い化石は白亜紀後期の地層から知られている。ハダカイワシ科は30を超える属、250近くの種からなる大きなグループで、種の判別には、他の魚種で分類に用いる形質のほか、発光器の数・位置・大きさなどが重要な手がかりとなる。
2亜科6族に分けられる。
- Notolychnini
  - Notolychnus Fraser-Brunner, 1949 - 1種 ウラハダカ
- Lampanyctinae トンガリハダカ亜科[2]
  - Diaphini
    - Idiolychnus Nafpaktitis & Paxton, 1978 - 1種 オジロハダカ
    - Lobianchia Gatti, 1904 ハクトウハダカ属 - 2種 ハクトウハダカ
    - Diaphus Eigenmann, 1890 ハダカイワシ属 - 約80種 メハダカ、ダイコクハダカ、タマハダカ、チギレハダカ、シロハナハダカ、スイトウハダカ、サガミハダカ、クマドリハダカ、ナミダハダカ、ハダカイワシ、フタツボシハダカ、ミホハダカ、エビスハダカ、チカメハダカ、トドハダカ、クロシオハダカ、コビトハダカ、オトメハダカ、ニラミハダカ、ガンテンハダカ、センハダカ、トックリハダカ、ホクロハダカ、マヨイハダカ、カンムリハダカ、ツノハダカ、アガリハダカ、チビハダカ、タカハダカ、ボウハダカ、ハナレハダカ、ツクシハダカ、ヒロハダカ

  - Gymnoscopelini
    - Lampanyctodes Fraser-Brunner, 1949 - 1種 ナンヨウハダカ
    - Gymnoscopelus Günther, 1873 オボロハダカ属 - 8種
    - Notoscopelus Günther, 1864 オオクチイワシ属 - 6種 オオクチイワシ、イサリビハダカ、オオセビレハダカ
    - Lampichthys Fraser-Brunner, 1949 - 1種 Lampichthys procerus
    - Hintonia Fraser-Brunner, 1949 - 1種 Hintonia candens
    - Scopelopsis Brauer, 1906 - 1種 Scopelopsis multipunctatus

  - Lampanyctini
    - Taaningichthys Bolin, 1959 クロハダカ属 - 3種 チヒロクロハダカ、クロハダカ、ハゲクロハダカ
    - Lampadena Goode & Bean, 1893 カガミイワシ属 - 9種 サンコウハダカ、カガミイワシ、ホタルビハダカ
    - Bolinichthys Paxton, 1972 ミカヅキハダカ属 - 7種 フトミカヅキハダカ、ホソミカヅキハダカ
    - Lepidophanes Fraser-Brunner, 1949 - 2種
    - Ceratoscopelus Günther, 1864 ゴコウハダカ属 - 3種 ゴコウハダカ
    - Stenobrachius Eigenmann & Eigenmann, 1890 セッキハダカ属 - 2種 コヒレハダカ、セッキハダカ
    - Triphoturus Fraser-Brunner, 1949 ツマリハダカ属 - 3種 ツマリハダカ
    - Nannobrachium Günther, 1887 トンガリハダカ属 - 17種 ヒレナシトンガリハダカ、ミカドハダカ、トンガリハダカ
    - Lampanyctus Bonaparte, 1840 トミハダカ属 - 22種 トミハダカ、マメハダカ、ホソマメハダカ、スタインハダカ、ニジハダカ、オオメニジハダカ、ネッタイニジハダカ、ビンチョハダカ、ホソトンガリハダカ、ナミトゲハダカ、カタハダカ
    - Parvilux[3] - 2種
- Myctophinae ススキハダカ亜科
  - Electronini[4]
    - Metelectrona Wisner, 1963 - 3種
    - Protomyctophum Fraser-Brunner, 1949 オオメハダカ属 - 16種 ムカシハダカ、オオメハダカ
    - Krefftichthys Hulley, 1981 - 1種 Krefftichthys anderssoni
    - Electrona Goode & Bean, 1896 ダルマハダカ属 - 5種 ダルマハダカ

  - Myctophini
    - Hygophum Bolin, 1939 ドングリハダカ属 - 9種 ツマリドングリハダカ、ドングリハダカ
    - Benthosema Goode & Bean, 1896 ソコハダカ属 - 5種 ソコハダカ、ホクトハダカ、イワハダカ
    - Diogenichthys Bolin, 1939 イタハダカ属 - 3種 イタハダカ
    - DVM clade - Gonichthyiniを含むクレードで、明確な日周鉛直移動を行うという点が共通している。
      - Myctophum Rafinesque, 1810 ススキハダカ属 - 18種 ヒシハダカ、ススキハダカ、ヒカリハダカ、イバラハダカ、ヒサハダカ、ウスハダカ、アラハダカ
      - Symbolophorus ナガハダカ属 - 8種 マガリハダカ、ナガハダカ
      - Gonichthys Gistel, 1850 - 4種
      - Centrobranchus Fowler, 1904 ブタハダカ属 - 4種 マルハナハダカ、ブタハダカ、ナガハナハダカ
      - Tarletonbeania ホクヨウハダカ属 - 2種 ホクヨウハダカ
      - Loweina Fowler, 1925 キララハダカ属 - 3種 キララハダカ

### 種名としてのハダカイワシ
種名としての「ハダカイワシ」はハダカイワシ属の一種Diaphus wataseiを指す。相模湾から東シナ海・フィリピン沖にかけての大陸棚や大陸斜面に生息し、ハダカイワシ科としては比較的大型の種で、全長で20cm前後にまでなる。昼間は水深300〜600m程度の深みで過ごし、夜間に水深100m前後にまで浮上する日周鉛直移動を行うことが知られている。食用とされることもあり、夏が旬であるという。